# Leuciscus idus
L'ido (Leuciscus idus) è un pesce d'acqua dolce appartenente alla famiglia dei Ciprinidi ed all'ordine dei Cypriniformes.

## Distribuzione ed habitat
È originario di una vastissimo areale che parte dal fiume Reno e raggiunge la Siberia. È stato introdotto in moltissimi paesi europei, in Gran Bretagna, in Nordamerica, in Australia e Nuova Zelanda. È stato segnalato anche nel corso del fiume Po.

Vive di preferenza nelle acque dei fiumi di pianura (Zona dell'Abramis brama), in laghi e stagni.

## Descrizione
È abbastanza simile al cavedano ma ha corpo più alto e compresso, ha bocca piccola, occhi di color oro o rossastri, pinne ventrali, pettorali ed anale di color rosso acceso mentre le altre pinne sono in genere scure. Il colore del corpo è grigio-verde o marrone che sfuma sull'argentato con riflessi verdastri sui fianchi. Il ventre è bianco.
Può raggiungere (eccezionalmente) i 4 kg di peso per un'età di 18 anni.

## Comportamento e riproduzione
Vive in branchi nelle acque più calme, entra in fiumi con corrente più viva solo in primavera, in occasione della riproduzione.

Si riproduce sia in fondi ghiaiosi che in zone ricche di vegetazione, le uova aderiscono al substrato, in acque poco profonde.

## Alimentazione
Si nutre di invertebrati quali insetti e loro larve, molluschi e crostacei. Gli esemplari più grandi possono occasionalmente catturare piccoli pesci.

## Pesca
Viene catturato con tecniche simili a quelle adottate per il cavedano.
Le carni non sono particolarmente gustose, in compenso sono ricchissime di spine.

## Acquariofilia
È stata selezionata per scopi ornamentali una varietà dorata molto simile al comune pesce rosso che viene allevata in laghetti e grandi acquari.

Va allevato in gruppi di almeno 10 pesci e, date le dimensioni che può raggiungere, è fortemente sconsigliato per gli acquari domestici.

## Galleria d'immagini

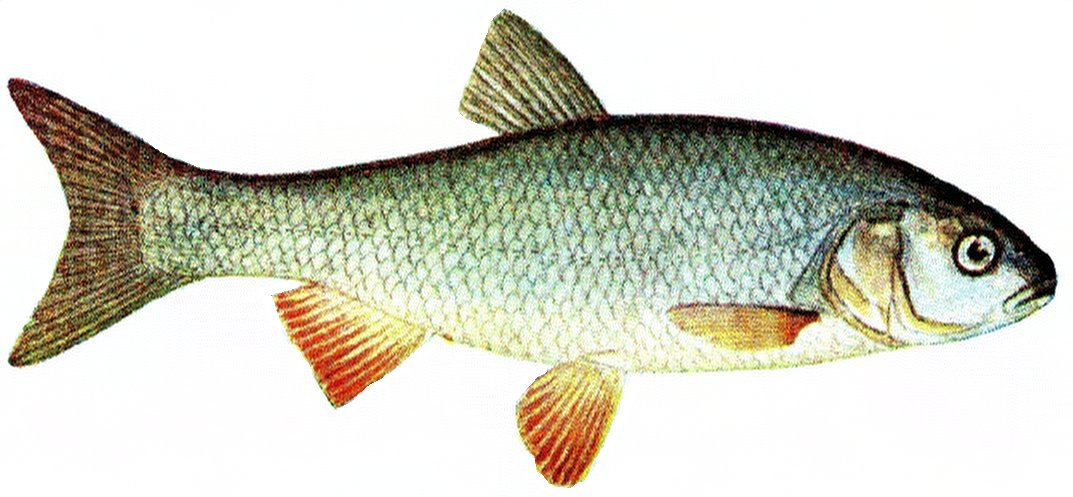
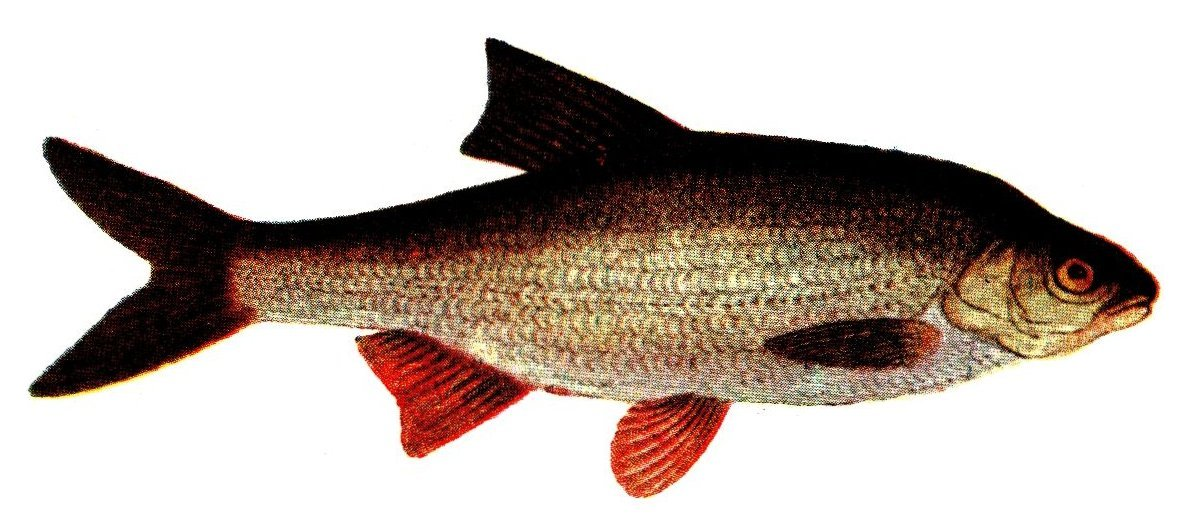
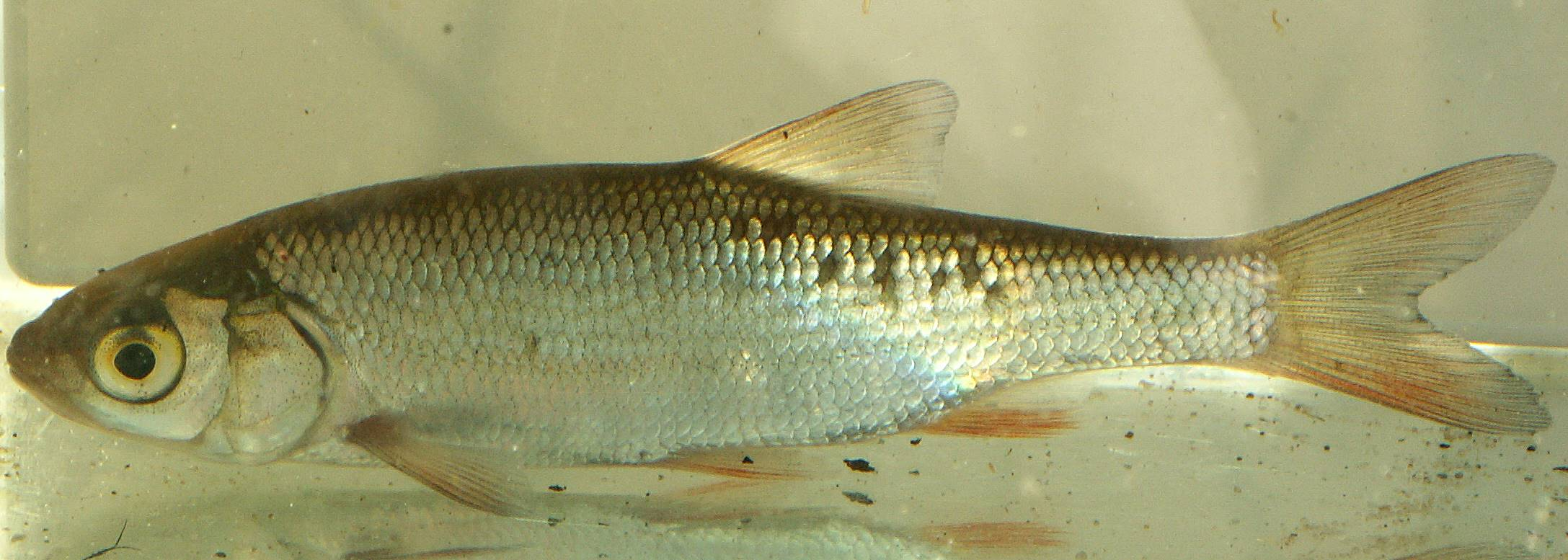
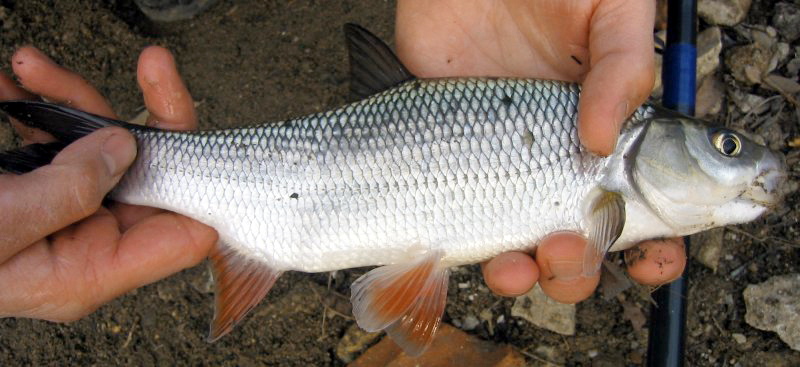
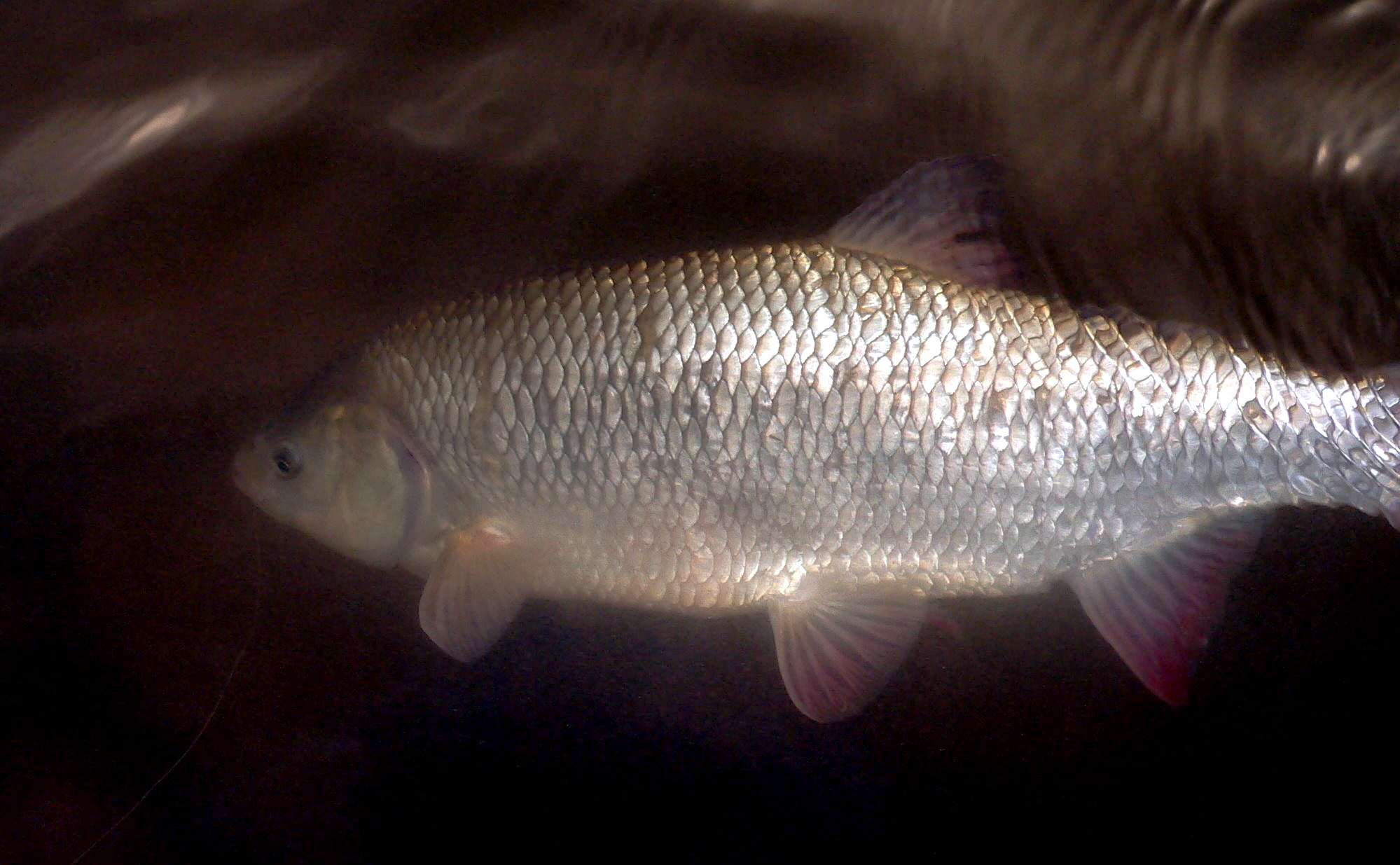
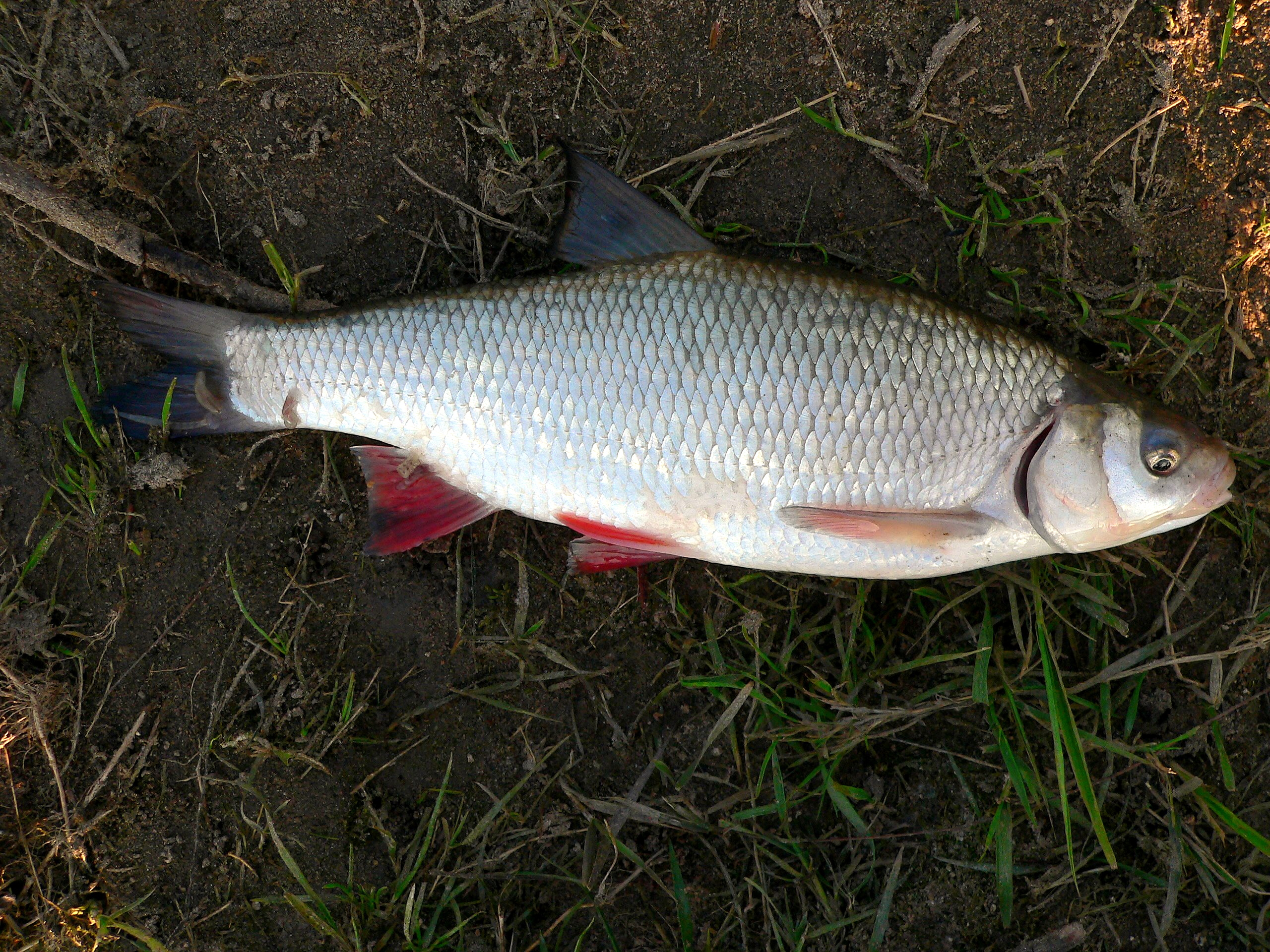
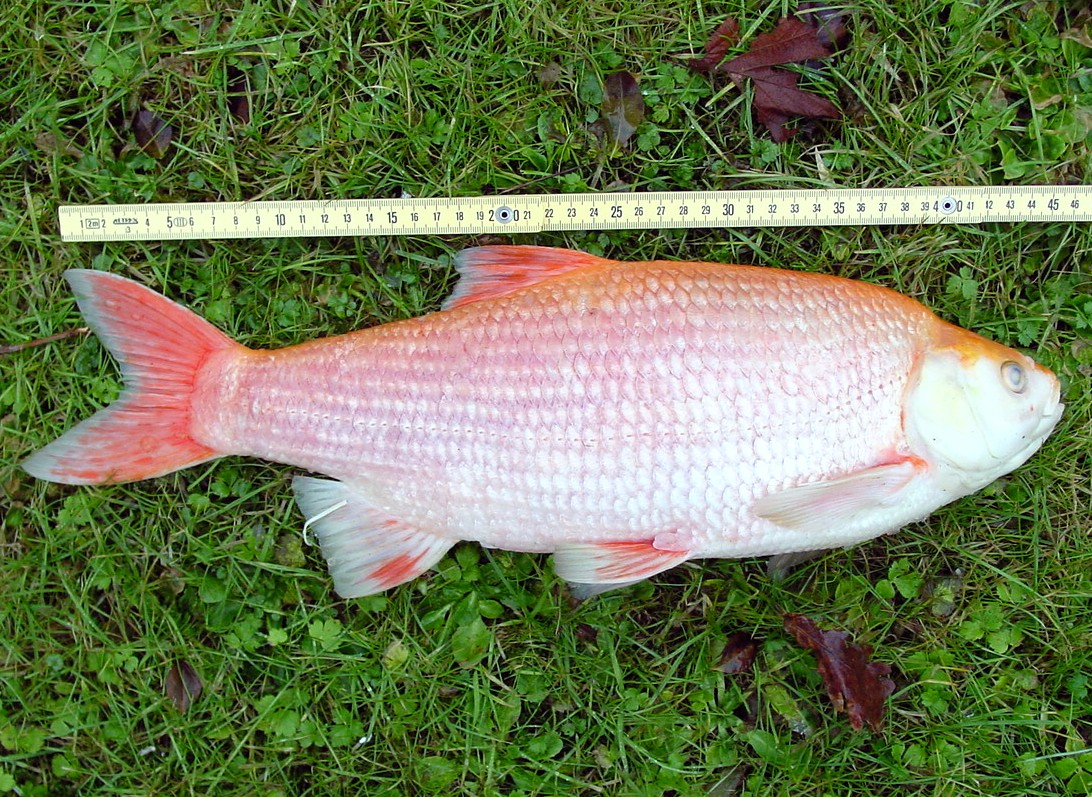
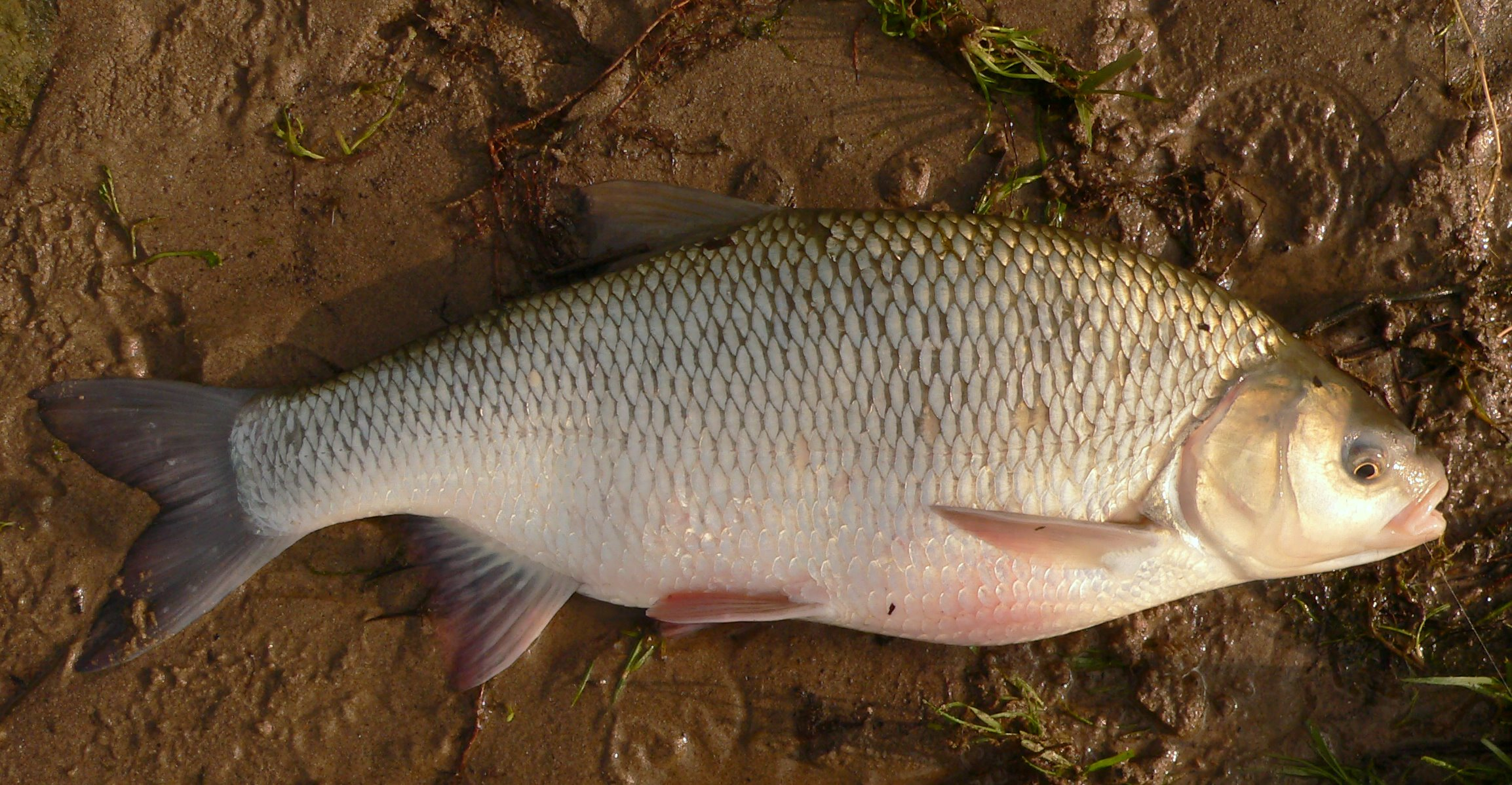
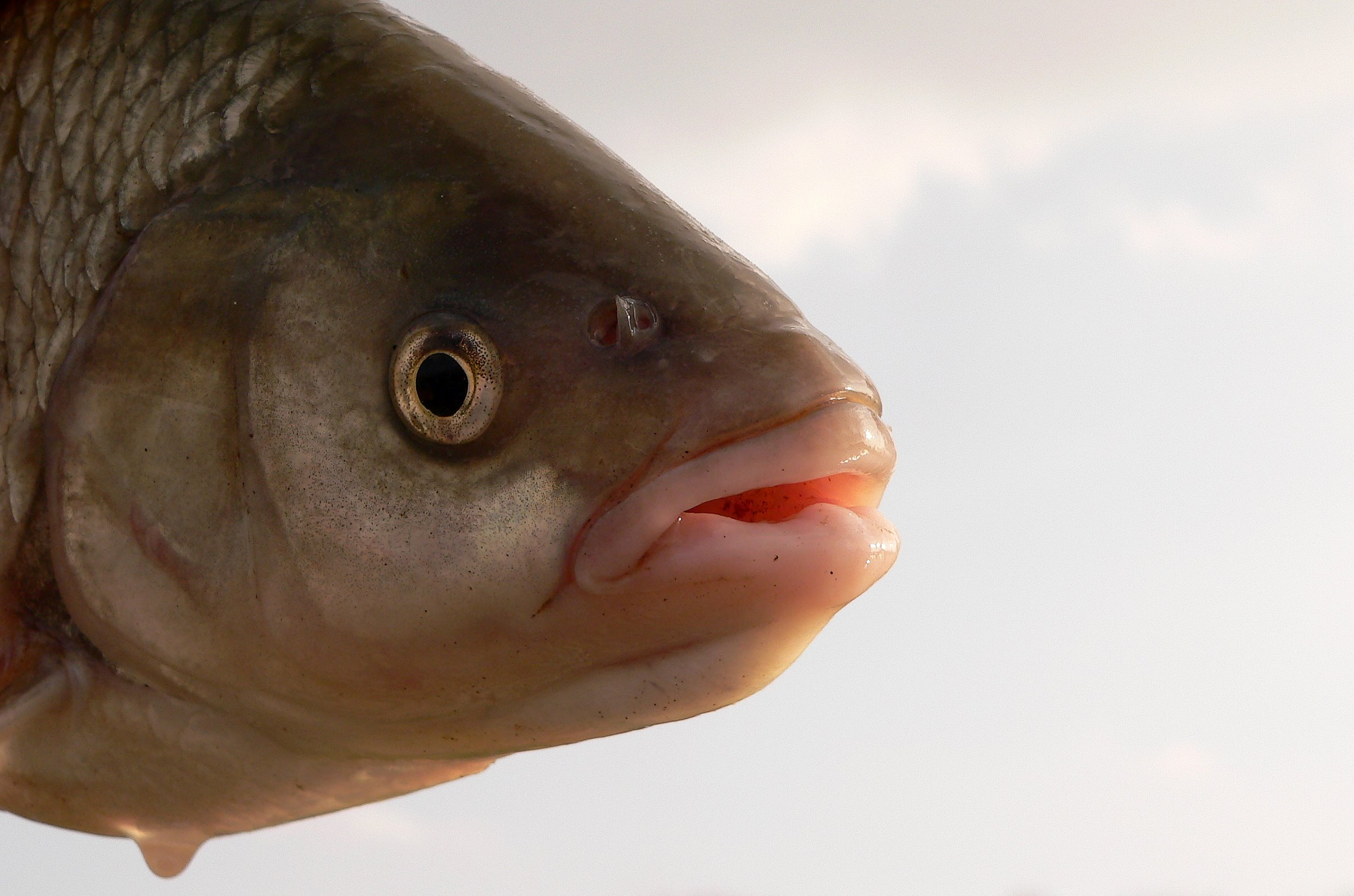